# 1. division 2023
La 1. division 2023 è  il campionato di football americano di secondo livello, organizzato dalla DAFF.

## Squadre partecipanti
| Club                             | Città           | Stadio | Sponsor ufficiale | Risultato nella stagione 2022 |
| -------------------------------- | --------------- | ------ | ----------------- | ----------------------------- |
| Amager Demons/ Slagelse Wolfpack | Tårnby/Slagelse |        |                   |                               |
| Esbjerg Hurricanes               | Esbjerg         |        |                   |                               |
| Frederikssund Oaks               | Frederikssund   |        |                   |                               |
| Herlev Rebels                    | Herlev          |        |                   |                               |
| Næstved Vikings                  | Næstved         |        |                   |                               |
| Odense Badgers                   | Odense          |        |                   |                               |
| Ørestaden Spartans               | Kastrup         |        |                   |                               |

## Stagione regolare

### Prima fase

#### Calendario

##### 1ª giornata
| Kastrup 2 aprile 2023, ore 12:00 | Amager Demons /Slagelse Wolfpack | 0 – 6 referto | Ørestaden Spartans | Tårnby Stadion |

##### 2ª giornata
| Herlev 15 aprile 2023, ore 14:00 | Herlev Rebels | 56 – 0 referto | Næstved Vikings | Kildegårdsskolen |

| Esbjerg 15 aprile 2023, ore 14:00 | Esbjerg Hurricanes | 6 – 48 referto | Frederikssund Oaks | Skibhøj Idrætsanlæg |

##### 3ª giornata
| Odense 22 aprile 2023, ore 14:00 | Odense Badgers | 14 – 7 referto | Ørestaden Spartans | Bolbroparken |

| Frederikssund 23 aprile 2023, ore 14:00 | Frederikssund Oaks | 87 – 6 referto | Næstved Vikings | Frederikssund Idrætsby |

##### 4ª giornata
| Næstved 29 aprile 2023, ore 14:00 | Næstved Vikings | 6 – 22 referto | Esbjerg Hurricanes | SJSI Vikings |

| Kastrup 29 aprile 2023, ore 15:00 | Amager Demons /Slagelse Wolfpack | 26 – 24 referto | Odense Badgers | Bag Amagerhallen |

##### 5ª giornata
| Herlev 6 maggio 2023, ore 14:00 | Herlev Rebels | 28 – 14 referto | Amager Demons/ Slagelse Wolfpack | Kildegårdsskolen |

| Esbjerg 6 maggio 2023, ore 14:00 | Esbjerg Hurricanes | 24 – 27 referto | Ørestaden Spartans | Skibhøj Idrætsanlæg |

##### 6ª giornata
| Frederikssund 13 maggio 2023, ore 14:00 | Frederikssund Oaks | 34 – 0 referto | Odense Badgers | Frederikssund Idrætsby |

| Copenaghen 14 maggio 2023, ore 14:00 | Ørestaden Spartans | 7 – 30 referto | Herlev Rebels | Kløvermarken |

##### 7ª giornata
| Næstved 20 maggio 2023, ore 14:00 | Næstved Vikings | 6 – 26 referto | Odense Badgers | Nygårdsvej Idrætsanlæg |

##### 8ª giornata
| Næstved 27 maggio 2023, ore 14:00 | Næstved Vikings | 8 – 56 referto | Amager Demons/ Slagelse Wolfpack | Nygårdsvej Idrætsanlæg |

| Herlev 27 maggio 2023, ore 14:00 | Herlev Rebels | 20 – 0 referto | Esbjerg Hurricanes | Kildegårdsskolen |

| Copenaghen 28 maggio 2023, ore 14:00 | Ørestaden Spartans | 6 – 16 referto | Frederikssund Oaks | Kløvermarken |

##### 9ª giornata
| Esbjerg 3 giugno 2023, ore 14:00 | Esbjerg Hurricanes | 6 – 56 referto | Amager Demons/ Slagelse Wolfpack | Skibhøj Idrætsanlæg |

| Odense 3 giugno 2023, ore 14:00 | Odense Badgers | 8 – 26 referto | Herlev Rebels | Bolbroparken |

##### 10ª giornata
| Copenaghen 11 giugno 2023, ore 14:00 | Ørestaden Spartans | 27 – 0 referto | Næstved Vikings | Kløvermarken |

| Kastrup 11 giugno 2023, ore 14:00 | Amager Demons /Slagelse Wolfpack | 6 – 35 referto | Frederikssund Oaks | Bag Amagerhallen |

##### 11ª giornata
| Frederikssund 18 giugno 2023, ore 14:00 | Frederikssund Oaks | 57 – 28 referto | Herlev Rebels | Frederikssund Idrætsby |

| Odense 18 giugno 2023, ore 14:00 | Odense Badgers | 20 – 0 referto | Esbjerg Hurricanes | Bolbroparken |

#### Classifica
La classifica della prima fase della regular season è la seguente:
- PCT = percentuale di vittorie, G = partite giocate, V = partite vinte,  P = partite perse, PF = punti fatti, PS = punti subiti

| Pos. | Squadra                          | PCT   | G | V | N | P | PF  | PS  |
| ---- | -------------------------------- | ----- | - | - | - | - | --- | --- |
| 1    | Frederikssund Oaks               | 1.000 | 6 | 6 | 0 | 0 | 277 | 52  |
| 2    | Herlev Rebels                    | .833  | 6 | 5 | 0 | 1 | 188 | 86  |
| 3    | Odense Badgers                   | .500  | 6 | 3 | 0 | 3 | 92  | 99  |
| 4    | Ørestaden Spartans               | .500  | 6 | 3 | 0 | 3 | 80  | 84  |
| 5    | Amager Demons/ Slagelse Wolfpack | .500  | 6 | 3 | 0 | 3 | 158 | 107 |
| 6    | Esbjerg Hurricanes               | .167  | 6 | 1 | 0 | 5 | 58  | 177 |
| 7    | Næstved Vikings                  | .000  | 6 | 0 | 0 | 6 | 26  | 274 |

### Seconda fase

#### Calendario

##### Turno 1
| Odense 12 agosto 2023, ore 14:00 | Odense Badgers | 0 – 37 referto | Frederikssund Oaks | Bolbroparken |

| Copenaghen 13 agosto 2023, ore 14:00 | Ørestaden Spartans | 15 – 18 referto | Amager Demons /Slagelse Wolfpack | Kløvermarken |

##### Turno 2
| Esbjerg 19 agosto 2023, ore 14:00 | Esbjerg Hurricanes | 50 – 0 (a tavolino) referto | Næstved Vikings | Skibhøj Idrætsanlæg |

##### Turno 3
| Herlev 26 agosto 2023, ore 14:00 | Herlev Rebels | 41 – 0 referto | Odense Badgers | Kildegårdsskolen |

| Kastrup 26 agosto 2023, ore 15:00 | Amager Demons /Slagelse Wolfpack | 48 – 12 referto | Esbjerg Hurricanes | Bag Amagerhallen |

| Næstved 27 agosto 2023, ore 14:00 | Næstved Vikings | 0 – 50 (a tavolino) referto | Ørestaden Spartans | SJSI Vikings |

##### Turno 4
| Kastrup 2 settembre 2023, ore 15:00 | Amager Demons /Slagelse Wolfpack | 50 – 0 (a tavolino) referto | Næstved Vikings | Bag Amagerhallen |

| Frederikssund 3 settembre 2023, ore 14:00 | Frederikssund Oaks | 28 – 22 | Herlev Rebels | Frederikssund Idrætsby |

##### Turno 5
| Copenaghen 10 settembre 2023, ore 14:00 | Ørestaden Spartans | 0 – 6 referto | Esbjerg Hurricanes | Kløvermarken |

#### Classifiche
Le classifiche della seconda fase della regular season sono le seguenti:
- PCT = percentuale di vittorie, G = partite giocate, V = partite vinte,  P = partite perse, PF = punti fatti, PS = punti subiti

##### Girone 1-3
| Pos. | Squadra            | PCT   | G | V | N | P | PF | PS |
| ---- | ------------------ | ----- | - | - | - | - | -- | -- |
| 1    | Frederikssund Oaks | 1.000 | 2 | 2 | 0 | 0 | 65 | 22 |
| 2    | Herlev Rebels      | .500  | 2 | 1 | 0 | 1 | 63 | 28 |
| 3    | Odense Badgers     | .000  | 2 | 0 | 0 | 2 | 0  | 78 |

##### Girone 4-7
| Pos. | Squadra                          | PCT   | G | V | N | P | PF  | PS  |
| ---- | -------------------------------- | ----- | - | - | - | - | --- | --- |
| 1    | Amager Demons/ Slagelse Wolfpack | 1.000 | 3 | 3 | 0 | 0 | 116 | 27  |
| 2    | Esbjerg Hurricanes               | .667  | 3 | 2 | 0 | 1 | 68  | 48  |
| 3    | Ørestaden Spartans               | .333  | 3 | 1 | 0 | 2 | 65  | 24  |
| 4    | Næstved Vikings                  | .000  | 3 | 0 | 0 | 3 | 0   | 150 |

## Playoff

### Tabellone
|  | Semifinali | Semifinali                       | Semifinali |               |    | 1. divisions Bowl  | 1. divisions Bowl | 1. divisions Bowl |  |
|  |            |                                  |            |               |    |                    |                   |                   |  |
|  | 1          | Frederikssund Oaks               | 35         |               |    |                    |                   |                   |  |
|  | 1          | Frederikssund Oaks               | 35         |               |    |                    |                   |                   |  |
|  | 4          | Amager Demons/ Slagelse Wolfpack | 14         |               |    |                    |                   |                   |  |
|  | 4          | Amager Demons/ Slagelse Wolfpack | 14         |               | 1  | Frederikssund Oaks | 27                |                   |  |
|  |            |                                  |            |               | 1  | Frederikssund Oaks | 27                |                   |  |
|  |            |                                  | 2          | Herlev Rebels | 28 |                    |                   |                   |  |
|  | 2          | Herlev Rebels                    | 2          | Herlev Rebels | 28 | 41                 |                   |                   |  |
|  | 2          | Herlev Rebels                    |            |               |    |                    |                   |                   |  |
|  | 3          | Odense Badgers                   | 14         |               |    |                    |                   |                   |  |

### Semifinali
| Herlev 23 settembre 2023, ore 14:00 | Herlev Rebels | 41 – 14 referto | Odense Badgers | Kildegårdsskolen |

| Frederikssund 24 settembre 2023, ore 14:00 | Frederikssund Oaks | 35 – 14 referto | Amager Demons/ Slagelse Wolfpack | Frederikssund Idrætsby |

### 1. divisions Bowl
| Frederikssund 8 ottobre 2023, ore 14:00 | Frederikssund Oaks | 27 – 28 | Herlev Rebels | Frederikssund Idrætsby |

## Verdetti
- Herlev Rebels vincitori della 1. division 2023